# Микробиологија
Микробиологија (од грчког микрон - мали и биологос - наука о животу) је једна од наука која је имала и има веома важну улогу у друштву. Микробиологија је често дефинисана као наука која проучава организме који су премали да би се виделу голим оком, тј. наука која проучава микроорганизме. Организми и објекти мањи од једног милиметра у пречнику се не могу видети голим оком, те су микроскопи наишли на огромну примену у микробиологији. Микроорганизми су од великог значаја. Микроорганизми су неопходни за прављење хлеба, сира, пива, вина, антибиотика, ензима, вакцина, витамина и многих других битних продуката. Микроорганизми су неопходни за еколошки систем. Захваљујући њима постоје азотни и угљеникови циклуси који се одвијају дубоко у земљишту и у дубоким водама. Микробиологија обухвата бројне поддисциплине међу којима су вирологија, паразитологија, микологија и бактериологија.
Еукариотски микроорганизми поседују ћелијске органеле обавијене мембраном, као што је то случај код гљивица и протиста, док прокариотски организми — од којих су сви микроорганизми — конвенционално су класификовани у групу организама којима недостају унутрашње мембраном одвојене органеле, и обухватају бактерије и археје. Микробиолози су се традиционално ослањали на културе организама, бојење и микроскопију. Међутим, мање од 1% микроорганизама присутних у уобичајеним окружењима се могу култивирати у изолацији користећи садашња средства. Микробиолози се често ослањају на алате молекуларне биологије као што је идентификација базирана на ДНК секвенцирању, на пример 16с рРНК генска секвенца се користи за бактеријску идентификацију.
Вируси су варијабилно класификовани као организми, јер се сматра да су они било врло једноставни микроорганизми или врло сложени молекули. Приони, никад нису били сматрани микроорганизмима. Њих су традиционално изучавали виролози. За њихове клиничке ефекте се првобитно претпостављало да су хроничне виралне инфекције, те су виролошка истраживања произвела открића „инфективних протеина”.
Микроорганизми су такође правили пуно проблема у историји човечанства. Болести изазване микроорганизмима су биле од значаја у неколико наврата, на пример пад Римског царства и освајање Новог Света. 1347. Црна смрт је харала Европом, и до 1351, само четири године касније, 1/3 популације је умрла. Данас једна од највећих битака које модерна микробилогија води је са вирусом ХИВ-а, који води до болести сиде.

## Историја
О постојању микроорганизама се претпостављало много векова пре њиховог стварног открића. Постојање невидљивог микробиолошког живота постулирао је џаинизам који је заснован на Махавириним учењима још у 6. веку пре нове ере (599. п. н. е. - 527. п. н. е.).‍:24 Пол Дундас примећује да је Махавира тврдио да постоје невидљива микробиолошка створења која живе у овој земљи, води, ваздуху и ватри.‍:88 Џаински списи описују нигоде који су суб-микроскопска створења која живе у великим јатима и имају веома кратак живот, за које се каже да прожимају сваки део универзума, чак и ткива биљака и месо животиња. Римљанин Маркус Терентиус Варон је помињао микробе када је упозорио да се имање не лоцира у близини мочвара „јер се тамо множе одређена сићушна створења која се не могу видети очима, која лебде у ваздуху и улазе у тело кроз уста и нос и тиме изазивају озбиљне болести.“
Персијски научници су поставили хипотезу о постојању микроорганизама, као што су Авицена у својој књизи Канон медицине, Ибн Зухр (такође познат као Авензоар) који је открио гриње шуге и Ал-Рази који је дао најранији познати опис малих богиња у својој књизи Врли живот (ал-Хави).
Године 1546, Ђироламо Фракасторо је предложио да епидемијске болести изазивају преносиви ентитети слични семену који могу пренети инфекцију директним или индиректним контактом, или преносом путем преносника.
Године 1676, Антони ван Левенхук, који је већину свог живота провео у Делфту, Холандија, посматрао је бактерије и друге микроорганизме користећи микроскоп са једним сочивом сопственог дизајна. Сматра се оцем микробиологије јер је користио једноставне микроскопе са једним сочивом сопственог дизајна. Док се Ван Левенхукчесто наводи као први који је посматрао микробе, Роберт Хук је направио своје прво забележено микроскопско посматрање воћних тела плесни 1665. године. Међутим, сугерише се да је језуитски свештеник по имену Атанасије Кирхер био први који је посматрао микроорганизме.

## Важни датуми у развоју микробиологије
- 1546 — Фракасторо је претпоставио да болести могу да буду резултат невидљивих организама
- 1590 — Захарија Јансен прави први микроскоп
- 1676 — Антони ван Левенхук открива прве организме
- 1688 — Реди објављује рад о спонтаној генерацији црва
- 1765 — Спаланцани напада теорију спонтане генерације
- 1786 — Милер прави прву систематску класификацију бактерија
- 1798 — Едвард Џенер први пут употребљава вакцину против великих богиња
- 1838 — Теодор Шван и Шлајден објављују рад Теорија ћелија
- 1844 — Баси потврђује да су многе болести изазване микроорганизмима
- 1847 — Семелвајс потврђује да се болести могу пренети са особе на особу, и први примењује дезинфикацију
- 1849 — Сноу истражује епидемиологију колере у Лондону 1849. године
- 1857 — Луј Пастер потврђује да је ферментација резултат рада микроорганизма
- 1858 — Вирчов потврђује да ћелије настају деобом ћелија
- 1861 — Луј Пастер за сва времена оповргава теорију спонтане генерације
- 1867 — Џозеф Листер објављује свој рад о примени дезинфекције током операција
- 1869 — Мишер откива нуклеинске киселине
- 1880 — Лаврен показује да је узрок маларије микроорганизам Plasmodium
- 1882 — Роберт Кох открива да је узрок туберкулозе бацил Mycobacterium tuberculosis
- 1884 — Грамови методи деле бактерије на грам позитивне и грам негативне
- 1884 — Мечникоф објашњава процес фагоцитозе
- 1885 — Пастер прави вакцину против беснила
- 1886 — Ешерих открива узрок дијареје - микроорганизам Escherichia Coli
- 1896 — Ван Ерменгем открива узрок ботулизма – Clostridium botulinum
- 1897 — Рос показује да маларију преноси комарац
- 1900 — Рид показује да жуту грозницу такође преноси комарац
- 1902 — Лендштајнер открива крвне групе
- 1903 — Алмрот Рајт открива присуство антитела
- 1905 — Фриц Шаудин и Ерих Хофман откривају да се сифилис преноси
- 1910 — Ерлих производи први лек за сифилис
- 1911 — Роус открива вирус који доводи до рака код кокошака
- 1915 — Д'Херел и Творт откривају прве вирусе који нападају бактерије
- 1921 — Александер Флеминг открива лизозоме
- 1928 — Грифит открива бактеријску трансформацију
- 1929 — Александер Флеминг открива пеницилин
- 1937 — Чатон дели организме на прокариоте и еукариоте
- 1941 — Бидл и Татум постављају хипотезу Један ген - један ензим
- 1944 — Авери показује да је ДНК носилац генетичке информације
- 1945 — Ваксман открива стрептомицин
- 1946 — Татум описује бактеријску конјугацију
- 1951 — Алфред Херши и Марта Чејс описују начин на који вирус напада бактерије
- 1952 — Медавер открива да организам има особину толерантности
- 1953 — Вотсон и Крик откривају структуру молекула ДНК
- 1962 — Портер описује основну структуру имуноглобулина Г
- 1966 — Ниренберг, Корана и други откривају генетички код
- 1970 — Арбер и Хамилтон О. Смит откривају рестриктивне ензиме
- 1971 — Балтимор открива обрнуту транскрипцију код вируса
- 1977 — Гилбер и Сенгер откривају технике за секвенцирање ДНК молекула
- 1979 — Синтеза инсулина путем технологије рекомбинације ДНК
- 1980 — Објављена светска елиминација великих богиња
- 1982 — Синтеза вакцине за Хепатитис Б
- 1984 — Лик Монтањије идентификује ХИВ вирус
- 1985 — Мулис развија полимеризовану ланчану реакцију – PCR
- 1986 — Први пут употребљена генска терапија
- 1995 — Објављена ДНК секвенца Haemophilus influenzae
- 1997 — Откривена највећа бактерија на свету
- 1999 — Потпуно познат људски геном у Пројекту људског генома